# Wiechotnica
Wiechotnica (biał. Вехатніца; ros. Вехотница) – wieś na Białorusi, w obwodzie grodzieńskim, w rejonie wołkowyskim, w sielsowiecie Roś.
W dwudziestoleciu międzywojennym leżała w Polsce, w województwie białostockim, w powiecie wołkowyskim, w gminie Roś.